# Limnophila (Limnophila) polymoroides
Limnophila (Limnophila) polymoroides is een tweevleugelige uit de familie steltmuggen (Limoniidae). De soort komt voor in het Australaziatisch gebied.